# Du sollt Gott, deinen Herren, lieben
Du sollt Gott, deinen Herren, lieben (Amerai il Signore Dio tuo), BWV 77 è una cantata sacra composta da Johann Sebastian Bach a Lipsia per la tredicesima domenica dopo la Santissima trinità ed eseguita per la prima volta il 22 aprile 1723.
Bach compose la cantata nei primi anni come Thomaskantor a Lipsia, dove aveva incominciato il suo primo ciclo di cantate per l'anno liturgico con la cantata Die Elenden sollen essen. Il testo della cantata, scritto da Johann Oswald Knauer, è incentrato sulla lettura prevista per la domenica per la quale la cantata è stata scritta, la parabola del buon samaritano che contiene il comandamento dell'amore, che è usato come testo del primo movimento. Il secondo e il terzo movimento sono costituiti da un recitativo e da un'aria che trattano dell'amore per Dio, simmetricamente il due movimenti successivi formano un recitativo e un'aria sull'amore per il prossimo. Il testo del corale di chiusura non fu scritto da Bach ma probabilmente dal figlio Johann Christoph Friedrich Bach.
La partitura comprende quattro solisti vocali, un coro, una tromba da tirarsi due oboi, gli archi e un basso continuo. Nel primo movimento Bach fa una citazione all'inno di Lutero sui dieci comandamenti, "Dies sind die heilgen zehn Gebot" (Questi sono i dieci comandamenti sacri), suonato dalla tromba in un canone con il basso continuo.

## La storia e il testo
Bach compose questa cantata nel 1723 come Thomaskantor a Lipsia per la tredicesima domenica dopo la Trinità. Le letture previste per tale domenica erano tratte dalla lettera ai Galati, gli insegnamenti di Paolo sulla legge e sul giuramento (Galati 3:15–22), e dal Vangelo secondo Luca, la parabola del buon samaritano (Luca 10:23–37). Il testo della cantata fu scritto da Johann Oswald Knauer e apparve a Gotha nel 1720 nel Gott-geheiligtes Singen und Spielen. Il testo è molto vicino alle letture previste e anche alla parabola, prima del racconto della quale Gesù cita, per richiesta del dottore della legge, il comandamento dell'amore, il quale costituisce il testo del primo movimento. I quattro movimenti successivi costituiscono una doppia coppia di recitativo e aria nel quale è prima espresso l'amore per Dio e poi per il prossimo, in totale uniformità con il contenuto del comandamento.
L'ultimo movimento della cantata è un'armonizzazione a quattro voci della melodia dell'inno "Ach Gott, vom Himmel sieh darein": tale melodia, la numero 4431 del catalogo Die Melodien der deutschen evangelischen Kirchenlieder (le melodie degli inni evangelici tedeschi) di Johannes Zahn, fu pubblicata per la prima volta nel 1524 a Erfurt ed è basata su un modello precedente alla riforma protestante. Bach non scrisse nessun testo per il movimento nella partitura autografata. Successivamente fu aggiunto il testo dell'ottava strofa dell'inno "Wenn einer alle Ding verstünd" di David Denicke (1657). Wilhelm Rust, che pubblicò la cantata per la Bach-Gesellschaft Ausgabe (BGA), sostenne che il testo fu scelto da Karl Friedrich Zelter, ma lo pubblicò comunque nella partitura. Werner Neumann non pensò che la scelta del corale conclusivo fu buona e dunque decise di sostituirlo con una strofa dall'inno "O Gottes Sohn, Herr Jesu Christ", sempre di Denicke (1657) per la Neue Bach-Ausgabe. In un articolo pubblicato nello Bach-Jahrbuch del 2001, Peter Wollny sostiene che la grafia del testo dell'ultimo movimento non sia di Zelter ma probabilmente di Johann Christoph Friedrich, uno dei figli più giovani di Bach, che potrebbe aver avuto accesso alle parti da eseguire della cantata con il testo che il compositore originariamente volle.

## Musica

### Struttura e partitura
La cantata è divisa in sei movimenti. La partitura è scritta per quattro solisti (soprano, alto, tenore e basso), un coro SATB, e un'orchestra con tromba da tirarsi, due oboi, due violini, una viola, e un basso continuo che include un fagotto. Il titolo della partitura autografata recita "J.J. Concerto Dominica 13 p- Trinitatis" (J.J. concerto per la tredicesima domenica dopo la Trinità, dove J.J. sta per Jesu juva (Gesù aiuta)).
| Le informazioni della tabella sotto, come le chiavi e i segni di tempo, derivano dalla Bach-Gesellschaft Ausgabe e dalla Neue Bach-Ausgabe, e da studi di Alfred Dürr e altri. Strumenti a fiato e a corda sono mostrati in colonne separate sicché il basso continuo, che suona ininterrottamente, non è menzionato. |

| No. | Titolo                                                       | Testo      | Tipo       | Registro vocale | Strumenti a fiato | Strumenti a corda | Chiave                   | Tempo       |
| --- | ------------------------------------------------------------ | ---------- | ---------- | --------------- | ----------------- | ----------------- | ------------------------ | ----------- |
| 1   | Du sollt Gott, deinen Herren, lieben                         | Luke 10:27 | Chorus     | SATB            | Tir               | 2Vl Va            | Do maggiore              | common time |
| 2   | So muß es sein!                                              | Knauer     | Recitative | B               |                   |                   |                          | common time |
| 3   | Mein Gott, ich liebe dich von Herzen                         | Knauer     | Aria       | S               | 2Ob               |                   | La minore                | common time |
| 4   | Gib mir dabei, mein Gott! ein Samariterherz                  | Knauer     | Recitative | T               |                   | 2Vl Va            | Re minore                | common time |
| 5   | Ach, es bleibt in meiner Liebe                               | Knauer     | Aria       | A               | Tir               |                   |                          | 3/4         |
| 6   | (trasposizione dell'inno "Ach Gott, vom Himmel sieh darein") | Denicke    | Chorale    | SATB            | Sconosciuto       | 2Vl Va            | Sol minore – Re maggiore | common time |

### Movimenti

#### 1
Nel primo movimento "Du sollt Gott, deinen Herren, lieben" (Amerai il Signore Dio tuo), è espresso il rapporto di Bach con la legge più importante, sulla quale (Matteo 22,34), "dipendono tutta la Legge e i Profeti". Le parole tradotte sono "Amerai il Signore tuo Dio con tutto il tuo cuore, con tutta la tua anima e con tutta la tua mente e il tuo prossimo come te stesso". Bach aveva già percorso il tema del "dualismo tra amore per Dio e amore fraterno" nella sua cantata monumentale in 14 movimenti Die Himmel erzählen die Ehre Gottes. Per mostrare l'universalità di tale legge, Bach inserisce il corale di Martin Lutero Dies sind die heilgen Zehn Gebot (Questi sono i dieci comandamenti sacri), riferendosi ai comandamenti del vecchio testamento, come fondamenta della struttura del movimento. La melodia è eseguita attraverso un rigido canone,. Il canone è eseguito dalla tromba nel registro più alto e dal basso continuo, che rappresenta il registro più basso. Il tempo della tromba è il doppio di velocità di quello del continuo, cosicché la tromba ha tempo di ripetere prima ogni singola battuta e poi la melodia completa. La tromba entra dieci volte, come a rappresentare, nuovamente, la completezza della legge. Le voci, che rappresentano la legge del Nuovo Testamento, imitano un tema derivato dalla melodia del corale ed eseguita prima dall'orchestra. John Eliot Gardiner, che ha scritto un'analisi esauriente del movimento, conclude: 

#### 2
Breve recitativo secco per basso, "So muß es sein!" (Così deve essere!).

#### 3
Un'aria per soprano, "Mein Gott, ich liebe dich von Herzen" (Mio Dio, io ti amo dal mio cuore), è accompagnata da due oboi obbligati che spesso suonano tenere terze parallele.

#### 4
Il secondo recitativo, per tenore, "Gib mir dabei, mein Gott! ein Samariterherz" (Anche a me dà, mio Dio! un cuore da samaritano), è una preghiera per ottenere un cuore come quello del samaritano. È drammatizzato dagli archi.

#### 5
L'ultima aria per contralto, con tromba obbligata, "Ach, es bleibt in meiner Liebe" (Ah, nel mio amore c'è ancora), ha la forma di sarabanda. Bach esprime la "Unvollkommenheit" (imperfezione) dell'uomo che tenta di vivere secondo la legge dell'amore, scegliendo la tromba e scrivendo per essa "intervalli imbarazzanti" e "note molto instabili" che suonerebbero imperfetti negli strumenti del periodo senza valvole. In opposizione, Bach scrive nella sezione di mezzo un lungo solo di tromba di "bellezza ineffabile", come "una gloriosa breve apparizione del regno di Dio".

#### 6
Il corale di chiusura è un arrangiamento della melodia dell'inno "Ach Gott, vom Himmel sieh darein". La cantata è stata pubblicata in due versioni differenti del testo:
- Nell'edizione del BGA è presente il testo che un'altra mano ha aggiunto alla partitura autografata, ovvero una strofa dall'inno "Wenn einer alle Ding verstünd" di Denicke con l'incipit "Du stellst, Herr Jesu, selber dich zum Vorbild deiner Liebe"[4].[6][9]
- Nella NBA il testo, secondo il suggerimento dell'editore è la strofa "Herr, durch den Glauben wohn in mir" (Signore, vivi con me attraverso la fede)[1] dall'inno "O Gottes Sohn, Herr Jesu Christ", sempre di Denicke.[1][7]

## Registrazioni
Le voci della tabella sono prese dal sito Bach Cantatas.
| Titolo | Conduttore / Coro / Orchestra                                                    | Solisti                                                                               | Etichetta discografica | Anno |
| --- | -------------------------------------------------------------------------------- | ------------------------------------------------------------------------------------- | ---------------------- | ---- |
| J. S. Bach: Das Kantatenwerk • Complete Cantatas • Les Cantates, Folge / Vol. 4                                | Gustav Leonhardt - Knabenchor Hannover - Collegium Vocale Gent Leonhardt-Consort | - solisti del Knabenchor di Hannover - Paul Esswood - Adalbert Kraus - Max van Egmond | Teldec                 | 1978 |
| Die Bach Kantate Vol. 47                                                                                       | Helmuth RillingGächinger KantoreiWürttembergisches Kammerorchester Heilbronn     | - Helen Donath - Helen Watts - Adalbert Kraus - Wolfgang Schöne                       | Hänssler               | 1983 |
| J. S. Bach: Complete Cantatas Vol. 8                                                                           | Ton KoopmanAmsterdam Baroque Orchestra & Choir                                   | - Dorothea Röschmann - Elisabeth von Magnus - Jörg Dürmüller - Klaus Mertens          | Antoine Marchand       | 1998 |
| Bach Cantatas Vol. 6: Köthen/Frankfurt / For the 12th Sunday after Trinity / For the 13th Sunday after Trinity | John Eliot GardinerMonteverdi ChoirEnglish Baroque Soloists                      | - Gillian Keith - Nathalie Stutzmann - Christoph Genz - Jonathan Brown                | Soli Deo Gloria        | 2000 |
| J.S. Bach: Cantatas Vol. 13 – Cantatas from Leipzig 1723                                                       | Masaaki SuzukiBach Collegium Japan                                               | - Yoshie Hida - Kirsten Sollek-Avella - Makoto Sakurada - Peter Kooy                  | BIS                    | 1999 |
| Bach Edition Vol. 21 – Cantatas Vol. 12                                                                        | Pieter Jan LeusinkHolland Boys Choir Netherlands Bach Collegium                  | - Ruth Holton - Sytse Buwalda - Nico van der Meel - Bas Ramselaar                     | Brilliant Classics     | 2000 |